# 3494 Purple Mountain
3494 Purple Mountain eller 1980 XW är en asteroid i huvudbältet som upptäcktes den 7 december 1980 av Purple Mountain-observatoriet i Nanjing, Kina. Den är uppkallad efter detta observatorium.
Asteroiden har en diameter på ungefär 6 kilometer och den tillhör asteroidgruppen Vesta
med provisorisk beteckning 1980 XW. Den är en ljus vestiansk asteroid och en tidigare förlorad mindre planet från de inre regionerna av asteroidbältet, cirka 6,5 kilometer i diameter. Den observerades först 1962, upptäcktes officiellt den 7 december 1980 av kinesiska astronomer vid Purple Mountain Observatory i Nanjing, Kina, och namngavs senare för att hedra observatoriet som upptäckte den. Asteroiden, som är av av V-typ, har en rotationsperiod på 5,9 timmar.

## Bana och klassificering
Purple Mountain är en kärnmedlem i Vestafamiljen (401), en jätteasteroidfamilj av typiskt ljusstarka asteroider av V-typ. Vestianska asteroider har en sammansättning som liknar ackumulerade eukriter (HED-meteoriter) och tros ha sitt ursprung djupt inom 4 Vestas skorpa, möjligen från Rheasilviakratern, en stor nedslagskrater på dess södra halvklot nära sydpolen, bildad som ett resultat av en subkatastrofal kollision. Vesta är huvudbältets näst största och näst mest massiva kropp efter Ceres. Baserat på oskulerande Keplerska banelement, har asteroiden också klassificerats som en medlem av Florafamiljen (402), en jätte-asteroidfamilj och den största familjen av steniga asteroider i huvudbältet.
Purple Mountain kretsar runt solen i inre asteroidbältet på ett avstånd av 2,0–2,7 AU en gång vart tredje år och 7:e månad (1 315 dagar; halvhuvudaxel på 2,35 AU). Dess bana har en excentricitet på 0,13 och en lutning på 6° i förhållande till ekliptikan. Kroppens observationsbåge börjar med en precovery vid Palomarobservatoriet i december 1951, eller 29 år före dess officiella upptäckt.

## Förlorad asteroid
Purple Mountain har varit en förlorad småplanet. I november 1962 observerades Purple Mountain som 1962 WV1 vid Goethe Link Observatory. Sammanlagt tre ytterligare observationer gjordes vid Krims astrofysiska observatorium 1969 och 1972, då den utsågs till 1969 UD respektive 1972 OA, men gick därefter förlorad utan några uppföljande observationer förrän den officiella upptäckten i Nanjing 1980.

## Fysiska egenskaper
Baserat på Moving Object Catalog (MOC) från Sloan Digital Sky Survey, är Purple Mountain en vanlig, stenig S-typ asteroid, med en sekventiell best-type taxonomi av SV. Den Collaborative Asteroid Lightcurve Link (CALL) antar också att den är en stenig S-typ.
I SMASS-I-klassificeringen av Xu är asteroiden en V-typ. Detta stämmer överens med dess uppmätta höga albedo (se nedan) som ofta ses bland kärnmedlemmarna i Vestafamiljen. År 2013 visade en spektroskopisk analys att den hade en sammansättning som mycket liknar de kumulerade eukritmeteoriterna, vilket också tyder på att den basaltiska asteroiden har sitt ursprung i Vesta-skorpan.

## Rotationsperiod
I juni 2015 erhölls en roterande ljuskurva av Purple Mountain från fotometriska observationer av astronomer vid Texas A&M University, med hjälp av SARA-teleskopen från konsortiet Southeastern Association for Research and Astronomy. Det 0,9 meter långa SARA-North-teleskopet är beläget vid Kitt Peak National Observatory, Arizona, medan det 0,6-meters SARA-South-teleskopet finns på Cerro Tololo Inter-American Observatory i Chile. Ljuskurvanalys gav en rotationsperiod på 5,857 timmar med en ljusstyrkevariation på 0,32 magnitud (U=3-). En månad senare, i juli 2015, uppmättes ytterligare en period på 2,928 timmar och en amplitud på 0,40 magnitud vid MIT:s George R. Wallace Jr. Observatory (U=2). Resultaten stämmer väl överens, förutom att den senare är en alternativ monomodal lösning med halva perioden av den förra. CALL använder den längre, bimodala periodlösningen som det bättre resultatet i sin Lightcurve Data Base, på grund av ljuskurvans distinkta amplitud och den lilla fasvinkeln för den första observationen.

## Diameter och albedo
Enligt undersökningen som utfördes av NEOWISE-uppdraget av NASA:s Wide-field Infrared Survey Explorer, mäter Purple Mountain 6,507 kilometer i diameter och dess yta har en albedo på 0,347, medan CALL antar en albedo på 0,24 – härledd från kroppens klassificering av 7 och följaktligen in i en Florafamilj 8. kilometer baserat på en absolut magnitud på 12,7.

## Namngivning
Denna mindre planet fick sitt namn för att hedra Purple Mountain Observatory (PMO), ett astronomiskt observatorium beläget i Nanjing (Nanjing), Kina. Observatoriet byggdes 1934 och är känt för sina astrometriska observationer och för sina många upptäckter av småplaneter. Det har spelat en viktig roll i utvecklingen av modern kinesisk astronomi. Den officiella namngivningen publicerades av Minor Planet Center den 29 november 1993 (M.P.C. 22829).